# Jorge Matulaitis
Jorge Matulatis, M.I.C (Lūginė, Marijampolė, 13 de abril de 1871 — Caunas, 27 de janeiro de 1927) foi um arcebispo católico lituano, proclamado beato pelo papa João Paulo II em 1987.

## Biografia
Matulaitis nasceu na vila de Lūginė, o mais novo dos oito filhos de Andrea e Orsola Matulaitis. Ficou órfão muito cedo e seu irmão mais velho, após os estudos primários, o colocou para trabalhar no campo. Aos 18 anos, em 1889, ele seguiu seu cunhado John Matulewicz para a Polônia, onde mudou seu sobrenome de Matulaitis para Matulewicz.
Completou seus estudos superiores no seminário de Kielce e depois no de Varsóvia, aprofundando seus estudos na Academia Católica Romana de Petersburgo, onde foi ordenado sacerdote em 20 de novembro de 1898. Em junho de 1899 tornou-se Mestre em Teologia, em dezembro matriculou-se na Universidade de Friburgo, onde em 1903 obteve o doutorado em Teologia, com uma tese sobre o tema “Doctrina Russorum de statu iustitiae originalis”, que foi posteriormente publicada em Cracóvia.
De 1902 a 1904 ocupou a cadeira de Literatura Latina e Direito Canônico no recém-reaberto Seminário de Kielce e de 1907 a 1909 a de Teologia Dogmática e Sociologia na Academia Eclesiástica Católica de São Petersburgo. Em 1904, contraiu tuberculose, o que o obrigou a ser internado no Hospital dos Pobres de Varsóvia, de onde foi posteriormente transferido para as Servas do Sagrado Coração de Jesus, que cuidaram dele; por gratidão, em 1907 ele revisou as Constituições de sua Congregação. Naqueles anos, ele foi um precursor da Ação Católica na Polônia, organizando em Varsóvia a primeira associação para jovens estudantes universitários, a "Rinascita". Também em colaboração com o padre sociólogo Marceli Godlewski, de Varsóvia, fundou uma Associação de Trabalhadores Católicos, com uma publicação periódica, “Socio di Lavoro”.
Durante seu período de ensino em Petersburgo, ele pôde ver que os institutos religiosos estavam sendo suprimidos pelo governo russo e, ciente da vida quase clandestina das Servas do Sagrado Coração, quis salvar da mesma forma a antiga congregação Marianos da Imaculada Conceição, da qual restava apenas o convento de Marijampolé. Em 1908, ele foi até o idoso Superior Geral da Ordem e lhe apresentou seu plano de reforma das Constituições, recebendo sua total aprovação e autorização para atuar junto à Santa Sé. Matulaitis foi para Roma em 1909 e pôde fazer os votos religiosos sem completar o noviciado.
De volta a Varsóvia, em 29 de agosto de 1909, fez os votos nas mãos do Superior Geral; se empenhou na reforma das Constituições da Ordem, as quais foram aprovadas pelo Papa Pio X um ano depois e o Padre Matulaitis-Matulewicz tornou-se o primeiro professo da nova Congregação dos Clérigos Regulares Marianos. Ao mesmo tempo, em segredo, ele formou um primeiro noviciado clandestino com três noviços na Academia de Petersburgo. Em 14 de julho de 1911, foi eleito Superior Geral. O Padre Jorge renunciou a todos os seus cargos na Academia e, para evitar ser descoberto pela polícia czarista, foi para a Suíça, onde abriu um noviciado em Friburgo, para dar aos religiosos a oportunidade de retornar à Rússia sem problemas das autoridades czaristas.
A casa em Friburgo cresceu, com a chegada de muitos padres da Lituânia e da Polônia. Em 1913, o Superior Geral Matulaitis foi para os Estados Unidos, abrindo uma casa religiosa e um noviciado em Chicago, e em 1915 outras casas na Polônia; em 1918, ele restaurou a vida religiosa e o noviciado na antiga Casa de Marijampolé. Com o fim da Primeira Guerra Mundial, fundou a Congregação das “Irmãs dos Pobres da Imaculada Conceição da Bem-Aventurada Virgem Maria”, cujas Constituições foram aprovadas em 15 de outubro de 1918.
Em 23 de outubro de 1918, recebeu a nomeação do Papa Bento XV como bispo de Vilnius, na Lituânia. Foi ordenado em 1 de dezembro do mesmo ano, por Pranciškus Karevičius (Karewicz), MIC, Bispo de Žemaičiai.
Nos três anos seguintes, o território de Vilnius experimentou oito governos diferentes: alemão, russo-bolchevique, polonês e lituano. Os fiéis da diocese também eram de diferentes nacionalidades e isso constituía um grande problema; desde 1920, com o novo governo polonês, começou uma grande hostilidade contra o bispo porque ele não era polonês. Em 1924, Monsenhor Malulaitis fundou a Congregação das “Servas de Jesus na Eucaristia”, para ajudar os pobres de língua bielorrussa.
Em 1925, após a Concordata entre a Santa Sé e a Polônia, a diocese de Vilnius foi desmembrada e o bispo Matulaitis deixou Vilnius em 3 de agosto e foi para Roma, onde fundou um colégio internacional para estudantes marianos e transferiu a Casa Geral para lá. Em 1 de setembro de 1925, resignou à sé de Vilnius e foi elevado à dignidade de Arcebispo titular de Adulis.
Ele trabalhou diligentemente para o estabelecimento das cinco dioceses lituanas em uma Província Eclesiástica Lituana, com sede metropolitana em Caunas; o projeto foi aprovado pela Santa Sé em 1929. Como Visitador Apostólico, ele empreendeu uma viagem à América do Norte, onde visitou 92 paróquias de emigrantes lituanos, espalhadas por todo o país.
Arcebispo Matulaitis faleceu de uma apendicite aguda perfurada em 27 de janeiro de 1927 em Caunas; ele foi enterrado na cripta da catedral local, de onde em 1934 seus restos mortais foram transferidos para a igreja paroquial de Marijampolé.

## Beatificação
O processo para a causa de beatificação do Arcebispo Matulaitis foi aberto em 1953 e encerrado em 1956. O decreto sobre escritos foi emitido em 26 de junho de 1959, enquanto a causa foi introduzida em 9 de fevereiro de 1967, tornando-o Servo de Deus. No ano seguinte, foi expedido o decreto «non cultu», enquanto o processo apostólico transcorreu entre 1971-1972. Esses processos foram validados por decreto de 7 de março de 1975; as sessões na Cúria aconteceram em 1981 e 1982, recebendo a confirmação papal em 2 de abril de 1982. João Paulo II promulgou o decreto sobre virtudes heroicas no dia 11 de maio seguinte, tornando-o Venerável. Quanto ao milagre necessário para beatificação, após reuniões em 1986, foi reconhecido por decreto de 30 de junho de 1986.
Mons. Jorge Matulaitis-Matulewicz foi beatificado em Roma em 28 de junho de 1987 pelo Papa João Paulo II.